# Alekszej Ivanovics Bugajev
Alekszej Ivanovics Bugajev, oroszul: Алексей Иванович Бугаев (Moszkva, 1981. augusztus 25. – 2024. december 29.) válogatott orosz labdarúgó, hátvéd.
Az orosz válogatott tagjaként részt vett a 2004-es Európa-bajnokságon.

## Pályafutása

### Klubcsapatokban
Pályafutása során több orosz klubban is megfordult, játszott többek között a Topredo Moszkva, a Lokomotyiv Moszkva, a Tom Tomszk és az FK Krasznodar csapataiban. 

### A válogatottban
2004 és 2005 között 7 mérkőzésen szerepelt az orosz válogatottban. Egy Ausztria elleni gól nélküli döntetlen alkalmával mutatkozott be. Részt vett a 2004-es Európa-bajnokságon, ahol Spanyolország ellen nem kapott lehetőséget, Portugália és Görögország ellen viszont kezdőként lépett pályára és végigjátszotta mindkét mérkőzést. A 2006-os világbajnokság selejtezőiben három találkozón játszott. A Luxemburg és az Észtország elleni 4–0-ás győzelmek, valamint a Portugáliától elszenvedett 7–1-es vereség alkalmával. Utoljára egy Olaszország elleni barátságos mérkőzésen szerepelt a válogatottban 2005-ben. 

## Magánélete és halála
2023. október 28-án Bugajevet 495 gramm mefedron birtokában letartóztatták Krasznodarban és illegális kábítószer-terjesztés miatt vádat emelnek ellene.
2024 decemberében, 43 éves korában életét vesztette Ukrajnában. Korábbi hírek szerint kábítószer-kereskedelem miatt kilenc és fél éves börtönbüntetésre ítélték, amelynek enyhítése érdekében katonai szolgálatot vállalt az orosz hadseregben.

## Sikerei, díjai
Lokomotyiv Moszkva
- Orosz szuperkupa (1):  2005